# 西夏官制
西夏官制。西夏是党项族建立的朝代，关于其官制史料记载不多。
西夏爵位于旧史并未记载，封王之制，如先后封有晋王、濮王、舒王等。后人根据出土文献如《官阶封号表》、《天盛改旧新定律令》考证出有国王、太王、平王、郡王、嗣王以及东院王、南院王、西院王、北院王等王爵。
中枢官制在皇帝之下，分设尚书省（分为十六司）、枢密院（分十二监军司）、中书省、御史台、三司，大体如同唐朝、宋朝的制度。另设蕃字院（掌管西夏文的文书）、汉字院（掌管与北宋来往时用汉字的文书）。
地方官制：分设各州，夏仁宗时最多统治二十二州，包括今宁夏、甘肃的大部，陕西北部，内蒙古西南部，青海东北部，新疆一部分及蒙古国的一部分地区。州下设县。州官称“州主”。